# Epilobium fastigiatoramosum
Epilobium fastigiatoramosum är en dunörtsväxtart som beskrevs av Takenoshin Nakai. Epilobium fastigiatoramosum ingår i släktet dunörter, och familjen dunörtsväxter. Inga underarter finns listade i Catalogue of Life.